# Theridion aragua
Theridion aragua är en spindelart som beskrevs av Claude Lévi 1963. Theridion aragua ingår i släktet Theridion och familjen klotspindlar.
Artens utbredningsområde är Venezuela. Inga underarter finns listade i Catalogue of Life.